# Seznam heavymetalových stylů
Od vydání prvního heavymetalového alba Black Sabbath v roce 1970, se z heavy metalu vyvinulo množství stylů. Někdy je těžké rozlišit jednotlivé styly, ale většinou se každý styl vyznačuje osobitými znaky, které mohou být stejné i u více odnoží metalu.

## Seznam stylů

### Black metal
Black metal se vyvinul z thrash metalu a je charakteristický temnou, surovou atmosférou – na rozdíl od brutality thrashe. I když není tak brutální jako death metal, považuje se za extrémnější odnož metalu. Vokální stránka se většinou skládá ze skřekotu, chrochtání a ječení. Tematicky se opírá o satanistickou a antikřesťanskou lyriku, pohanství, válečnou tematiku, nihilismus, ale existují i kapely, které se zaobírají mytologií, historií, filozofickými úvahami nebo velebením panenské přírody. Hudební úroveň je většinou nižší kvality, jako výraz odporu vůči komerčním kapelám a hudebnímu průmyslu.

### Death metal
Death metal vznikl z thrash metalu koncem 80. let, přičemž z něj převzal posedlost extrémem a okořenil ji hrubozrnnými texty skloubenými s hlasitými a těžkými riffy; samozřejmostí jsou také extrémně rychlé bicí. Vokální stránka se většinou skládá z brutálního chrapotu, případně z vrčení a skřekotu. Současné deathmetalové kapely se dotýkají i jiných stylů, jako jsou neoklasicizmus, jazz-rock, symfonická či folková hudba. Texty se většinou zaobírají temnější stránkou společnosti a často se brodíme v potocích krve. Pravda, fungují i kapely, které ve svých textech rozebírají vlastní filozofické úvahy či politické názory.

### Doom metal
Zatímco většina heavymetalových stylů preferuje rychlejší tempa a technickou dokonalost, doom metal se vyznačuje pomalými, hutnými tóny a ponurostí. Zpěv se v doom metalu podobá black- a deathmetalovému vokálnímu projevu, ale vzácný není ani čistý, často ženský, zpěv. Klavírní a houslová hra také není jen nějakou zvláštností.

### Folk metal
Pod pojmem folk metal rozumíme heavymetalové kapely ovlivněné lidovou hudbou různých kultur a zemí. I když původní folk metal byl spojením folk rocku s power metalem a black metalem, tak se tímto pojmem postupně začaly označovat jakékoliv heavymetalové skupiny, které ve své tvorbě využívají prvky lidové (folkové) hudby včetně hudebních nástrojů a textů.

### Glam metal
Glam metal byl v 80. let oblíbeným stylem heavymetalové hudby, někdy označovaný i jako „Hair metal“. Po zvukové stránce je glam metal spojením prvků heavy metalu a glam rocku. Charakteristickým rysem byl vzhled, jehož součástí byly pestré oděvy, silný make-up a dlouhé natupírované vlasy, podobné glamrockovým muzikantům 70. let, jakými byli například Alice Cooper či Sweet.

### Gotický metal
Gotický metal kombinuje kytarovou hru doom metalu, black metalu a death metalu s prvky gotického rocku, jako jsou klávesy, romantické a spanilé texty, či dvojhlas.

### Groove metal
Také známý jako neo-thrash či post-thrash. Groove metal se skládá z pomalého nebo středního tempa a podladěnými thrashovými riffy, bluesovými kytarovými sóly, velice zdůrazněnými bicími a hrubými vokály. Příklady zahrnují skupiny jako Lamb of God, Pantera, Machine Head a White Zombie.

### Industriální metal
Industriální metal spojuje prvky industriální hudby s tvrdými, zkreslenými kytarami. Často se také používají syntetizátory, klávesy a bicí automaty. Patří sem například skupina Rammstein.

### Metalcore
Metalcore kombinuje vlastnosti heavy metalu, hlavně melodického death metalu a thrashe s vokálem hardcore.

### Neoklasický metal
Neoklasický metal spojuje evropskou klasickou hudbu s prvky heavy metalu, jako jsou tempo, nástroje a melodie. Známým zástupcem je Yngwie Malmsteen.

### Nu metal
Nu metal je styl, který spojuje prvky funku, elektro hudby, hip hopu, grunge a rap metalu s prvky heavy metalu. Někteří metaloví fandové však tento podžánr neuznávají a odkazují na rozdíly mezi nu metalem a tradičním heavy metalem. Tvůrcem a průkopníkem tohoto stylu jsou skupiny Korn a Slipknot.

### Post-metal
Tento styl je ovlivněn hlavně post-rockem.

### Power metal
Power metal je značně ovlivněný speed metalem a tradičným heavy metalem. Příznačný znak je kytarová virtuozita spojená s delšími kytarovými sóly a okázalá rychlost. Důraz se klade na čistý, melodický zpěv ve vysokých tónech a na rychlé bubnování spojené se „silnou“ doprovodnou kytarou. Texty se zaoberají světlejší stránkou života, fantazií nebo sci-fi.

### Progresivní metal
Progresivní metal se zaměřuje na komplikované nadčasové instrumentální skladby, vokály jsou všeobecně melodické a texty se dotýkají filozofických, duchovních a/nebo politických námětů. Nutností je také instrumentální virtuozita. Mezi první průkopníky se zařadila seattleská formace Queensryche, ale podstatný podíl jeho rozvoji mají také skupiny Fates Warning a Dream Theater, které se začátkem 90. let dostaly na vrchol.

### Sludge metal
Sludge metal combinuje nízká tempa, těžké rytmy a temnou atmosféru doom metalu s křičícími vokály s vysokými-tempy hardcore punk.

### Speed metal
Speed metal je metalový podžánr, který používá strukturu tradičních heavymetalových skladeb a riffů, ale s rychlejším tempem a řízením rytmu. Objevil se, když tradiční heavymetalové skupiny začaly psát občas rychlé skladby. Pevné kořeny zapustil, když tyto skladby v repertoáru kapel přerostly ostatní skladby. Příklady zahrnují kapely jako Judas Priest a Anthrax.

### Stoner metal
Stoner metal je typický pomalými až středními tempy, podladěností a těžkým zvukem baskytary. Hudba kombinuje kytarový styl psychedelického rocku a blues-rocku s doom metalem, často pod vlivy muzikantů jako Jimi Hendrix, Blue Cheer, Cream a Black Sabbath (hlavně díky jejich skladbě "Sweet Leaf").

### Thrash metal
Thrash metal má původ v hardcore punku, punk rocku, speed metalu a tradičním heavy metalu. Z heavy metalu převzal technickou preciznost, z hardcore punku surovost, ostrost a hlasitost, no a ze speed metalu rychlost, čímž si vytvořil jedinečný styl. Zpěv převzatý z hardcore je sice agresivní, ale srozumitelný a melodický.
Jak tomu často bývá, i v tomto případě se pojem „thrash metal“ neujal mezi některými interprety tohoto stylu. Například Metallica o sobě tvrdila, že hraje „power metal“, a německá thrashová legenda Kreator sama sebe klasifikuje jako „hate metal“.

## Mezi-stylová označení
Na označení skupin, které se vymykají zaběhnutým hudebním standardem běžným v heavy metalu, se používá mnoho pojmů. Tyto pojmy se ale používají velmi volně a v některých situacích se nepoužívají vůbec.

### Alternativní metal
Pojmem alternativní metal se označuje tvorba metalových kapel, které je možné označit za experimentální či unikátní, tak se tímto termínem označují např. nu-metalové kapely bez hip-hopových vlivů.

### Antikvist metal
Přechodný styl, který se v textech zaměřuje na antikřesťanské a satanistické motivy. Tento styl patří hlavně k Black a Death metalu.

### Avantgardní metal
Je charakteristický nezvyklými a netradičními hudebními nástroji a strukturou skladeb.

### Křesťanský metal
Christian metal je přechodný styl, který se v textech zaměřuje na křesťanské motivy. Tento podstyl má uvnitř metalu dlouhou tradici, když začaly tzv. "white metalové" kapely lézt na povrch spolu s NWOBHM fenoménem.

### Dark metal
Označuje se tak metalová tvorba, která má temnější atmosféru, než je to běžné pro ten-který styl heavy metalu – většinou se jedná o gothic, doom a black metalové kapely.

### Extrémní metal
Extrémní metal je pojem odkazující na některé tvrdší a agresivnější heavymetalové styly , jako jsou black metal, death metal, doom metal či thrash metal.

### Nová vlna britského heavy metalu
Pojmem „Nová vlna britského heavy metalu“ (anglicky New Wave of British Heavy Metal, zkr. NWOBHM) se označují britští heavy metaloví interpreti, kteří se objevili na konci 70. a na začátku 80. let 20. Stylově se jednalo o „tradiční heavy metal“. NWOBHM měla obrovskou popularitu a ovlivnila množství heavymetalových stylů.

### Punk metal
Punk metal je termín, či jakýsi deštník nebo přechodný styl, popisující hudbu, která spojuje prvky heavy metalu s punk rockem. Často zahrnuje styly extreme metalu a hardcore punku. Např. crossover thrash, crust punk, grindcore, grunge, metalcore, sludge metal no a jejich podstyly.

### Rap metal
Spojení prvků heavy metalu s texty a vokálním projevem rapu.

### Symfonický metal
Pojem „symfonický metal“ se vztahuje na jakékoliv heavymetalové kapely, které do své tvorby převzaly orchestrální prvky, ke kterým patří orchestry, operní náměty, zpěv nebo klávesová hra. Texty jsou optimističtější a více zaměřané na přírodní tematiku, než je tomu u jiných druhů heavy metalu. Jedním z nejznámějších představitelů je skupina Rhapsody a Nightwish.

### Viking metal
„Viking metalové“ kapely jsou takové, které se textově opírají o germánskou mytologii. Tento styl vyšel z pagan black metalu s čistým vokálem, jaký hrála skupina Bathory.

### Kombinace metalových žánrů
Kromě původních metalových stylů vzniká řada jejich kombinací. Každá skupina si tvoří svůj vlastní žánr.

#### Příklady
- Ador Dorath – sympho doom death-black metal
- Battlelore - arctic fantasy metal
- Luca Turilli – symphonic space metal
- Salamandra – gothic speed metal
- Trollech – pohanský lesní black metal
- Children of Bodom – melodic death metal